# Głębokie (województwo podkarpackie)
Głębokie – wieś w Polsce, położona w województwie podkarpackim, w powiecie krośnieńskim, w gminie Rymanów.
W latach 1975–1998 miejscowość administracyjnie należała do województwa krośnieńskiego.

## Geografia
Głębokie rozciąga się po obu stronach doliny potoku Głębokiego, lewobrzeżnego dopływu Wisłoka wpadającego do niego w jego górnym biegu. Sama wieś położona jest w Kotlinie Sieniawsko –Rymanowskiej, stanowiącej część Dołów Jasielsko- Sanockich wciśniętych między pagórki Pogórza Karpackiego oraz lesistych gór Beskidu Niskiego, tzw. Bukowicy. Głębokie otoczone jest wzniesieniami: od wschodniej strony leży - Księża Góra (407 m n.p.m.), od południowo-wschodniej - góra Kiczura (500 m n.p.m.), od południowo- zachodniej - góra Kopiec (634 m n.p.m.), a od zachodniej - Przednia Góra (423 m n.p.m.).
Miejscowość położona jest 4 km na południe od DK28 Krosno – Sanok. Graniczy z Rymanowem Zdrojem, Rymanowem, Sieniawą i Rudawką Rymanowską, od wschodu graniczy z wodami Zalewu na Wisłoku.

## Integralne części wsi
| SIMC    | Nazwa         | Rodzaj    |
| ------- | ------------- | --------- |
| 0358842 | Koło Kościoła | część wsi |
| 0358859 | Obszar        | część wsi |

## Historia
Początki dziejów sięgają XV wieku, kiedy to, jak głosi legenda, przez Rymanów jechał król Władysław Jagiełło, zatrzymał się w Rymanowie u Dobiesława Oleśnickiego rycerza spod Grunwaldu. Spotkanie przebiegało w miłej atmosferze przy suto zastawionym stole i wspomnieniach z bitwy pod Grunwaldem. Król wspominał walecznych i czujnych chłopów-rycerzy litewskich, którzy uratowali mu życie, gdy został zaatakowany przez krzyżaków. Odwaga litewskich rycerzy tak zaintrygowała żonę Dobiesława Katarzynę, że poprosiła Króla, by przysłał na jej ziemię 50 rodzin rycerskich z Litwy. W rok później przybyli osadnicy z Litwy i zostali osiedleni nad potokiem Silskim. Żyli tam przez kilkanaście lat, ale z powodu niedostatku wody, dużych odległości do pól uprawnych i nowo założonego sołectwa we wsi Pawłowa Wola (odrabiali tam pańszczyznę), osadników przeniesiono nad potok Głęboki powyżej Pawłowej Woli. Osadzie nadano nazwę Głębokie.
Głębokie lokowane w 1437 roku na prawie polskim, pod nazwą Pawłowa Wola. Od XVII wieku stosowana nazwa – Głębokie, od miejscowego potoku.
Akt lokacyjny dla wsi został wydany 29 września 1437 roku w Rymanowie przez Dobiesława z Oleśnicy dla Zygmunta za wierną służbę. Sołectwo Pawłowa Wola lokowane było na prawie niemieckim. Parafia w Głębokiem istniała do 1670 roku, kiedy to został zabity proboszcz, a biskup nie wyraził zgody na przysłanie nowego duszpasterza. Od tego roku msze w kościele odbywały się sporadycznie. Parafia została przywrócona dopiero w 1932 roku, natomiast ksiądz wikary oddelegowany z parafii rymanowskiej spełniał posługę kapłańską w kościółku od 1903 roku.
W czasie reformacji właściciele folwarku hrabia Jan i Stanisław Janowscy przeszli na luteranizm.
Po I rozbiorze Polski w 1772 roku wieś Głębokie znalazła się na obszarze zaboru austriackiego i wchodziła w skład prowincji Galicja.
W połowie XIX wieku właścicielami dóbr tabularnych byli Janowscy. Następnie jako właściciele tych dóbr figurowali: Eugeniusz i Ferdynand Janowscy, Ferdynand Janowski i spadkobiercy Eugeniusza Janowskiego, Ferdynand i Józefa Janowscy oraz spadkobiercy Eugeniusza, Ferdynand i Mieczysław Janowscy. Po śmierci Ferdynanda Janowskiego (1896) w 1898 dobra nabył Adolf Poźniak i posiadał je na początku XX wieku (zm. 1913). W 1905 posiadał on tam obszar niespełna 350 ha (dwa folwarki: górny 152,6 i dolny 193,8). W 1911 roku właścicielami tabularnymi byli Mechel Jakubowicz (folwark górny i dolny) i Adolf Poźniak, posiadający 214 ha. Później właścicielem dóbr w Głębokiem był Tadeusz Poźniak.
W 1863 roku Ferdynand Eligiusz Janowski wybudował jedną z pierwszych kopalni ropy naftowej w Polsce. Powstała na działkach pod lasem głębockim i w dolinie potoku Silskiego. W zakresie budowy i wydobycia ropy Janowski współpracował z Ignacym Łukasiewiczem, a z Zielińskimi z Kłęczan w sprawie sprzedaży ropy. Dochody ze sprzedaży ropy przeznaczył na uposażenie swoich córek. Kopalnia ta eksploatowana była do 1948, kiedy to wydobycie ropy stało się nieopłacalne. Po starej kopalni zostały obecnie tylko studnie zabezpieczone sosnowymi belkami porośnięte mchem i ślady po dawnych szybach zabezpieczone metalowymi rurami.
W czasie I wojny światowej stacjonowały wojska rosyjskie oraz kozacy. Wójtem został Paweł Hajduczek. Z tamtego okresu istnieją dwa dokumenty z pieczęcią okrągłą i napisem: Gmina Głębokie po obwodzie pieczęci, zaś w środku jest znak: skrzyżowana kosa z (prawdopodobnie) grabiami, a na nich sierp.
Miejscowość leżała w dobrach dziedziców Rymanowa, aż do początków XX wieku. W okresie międzywojennym gospodarowali na miejscowym majątku Poźniakowie.
W okresie międzywojennym (1918–1939), po odzyskaniu przez Polskę niepodległości, wieś wchodziła w skład powiatu sanockiego stanowiącego część województwa lwowskiego. Przeważała w niej ludność polska.
13 grudnia 1942 roku w wyniku prowokacji radzieckiego oficera, byłego jeńca, który przeszedł na kolaborację z Niemcami, wieś została spacyfikowana przez wojsko niemieckie, 13 domostw spłonęło. Partyzanci Jan Urbanik i Adam Golowski zostali powieszeni. 15 września 1944 roku Niemcy wysadzili kościół, plebanię i spalili 50 domów. Zginęło 21 mieszkańców.
Po II wojnie światowej odbudowano spalone domy, przeprowadzono parcelację gruntów podworskich, łącznie 77 ha, z parcelacji wyłączono park dworski a lasy upaństwowiono.

## Zabytki
Resztki podworskiego parku, kilka zabytkowych kapliczek przydrożnych, przykłady starego budownictwa ludowego oraz kościół powstały na ruinach starego drewnianego.
W protokole powizytacyjnym bp Jerzy Denhoff z 1699 roku napisał o nim:
"Ta kapliczka z powodu niereperowania grozi najwyższą ruiną, gdyby ksiądz Wacław Chrzanowski, proboszcz rymanowski swoim staraniem około roku 1676 nie pokrył jej gontem".
Kościół, jak wynika z tych opisów, był dwukrotnie rozbudowywany. Pierwotnie miał mieć wieżę, którą zburzono przy powiększaniu nawy. Nastąpiło to przed 1745 rokiem bo w kolejnej wizytacji bpa Wacława Sierakowskiego czytamy:
"Okien w całym kościele w drewno oprawnych pięć. Podsiebitka z desek. Posadzka drewniana. Zakrystia drewniana, do której drzwi na zawiasach żelaznych dwóch z wrzeciądzem i skoblem. (…) Kościół wszystek z jodłowego drzewa. Kopułka w środku dachu mająca w sobie sygnaturkę małą i dzwon mały. Cmentarz wokół kościoła parkanem obwiedziony".
Kolejna wizytacja bpa Wacława Sierakowskiego stwierdziła m.in.:
"Kościółek w Głębokiem w drzewie miejscami zgniły, w klamry wzięty z dwu stron. Dach ma w części nowy, w części stary. Wewnątrz w niczym nie odmieniony".
Remont lub rozbudowa kościoła miała miejsce ok. 1825 roku, o czym wspomina ks. Pienta i na co może wskazywać fakt, że dziedzic wsi Antoni Janowski w 1822 roku przejął na siebie obowiązki kolatora i obowiązek restauracji kościoła. Ostatnie powiększenie kościoła, miało miejsce ok. 1905 roku. Podczas wizytacji kościoła w 1909 roku stwierdzono m.in.:
"Kościół jest drewniany, starożytny, wymaga restauracji, niekonsekrowany, tylko benedyktowany. Malowany w kolorach, mający sufit i podłogę. (...) Kościół pokryty dachem gontowym, wymaga restauracji. Kościół otoczony murem. Zakrystia dostatnia wymaga restauracji. Cmentarz otoczony drewnianym płotem. Dzwonnica murowana oddzielona od kościoła".
Po 1909 roku zburzono starą zakrystię i w jej miejsce postawiono nową. Kościół ten rozebrano w lecie 1933 roku. W miejscu starego kościółka w 1934 roku zaczęto budowę murowanego, który 22 lipca 1936 roku konsekrowano. 15 września 1944 roku Niemcy wysadzili go w powietrze. Kolejny został złożony z drewnianych bali odzyskanych po rozebraniu czterech chałup w Odrzechowej, po rodzinach ukraińskich, które wyjechały do Ukraińskiej SRR. Obecny murowany kościół wzniesiono w tym miejscu i konsekrowano w 1973 roku.